# Alessandra Comazzi
Alessandra Comazzi (Torino, 9 dicembre 1956) è una giornalista e critica televisiva italiana.

## Biografia
Figlia di un tipografo, comincia a collaborare con alcuni giornali (La voce del popolo, Stampa Sera) subito dopo la maturità classica. Contemporaneamente all'inizio dell'attività giornalistica prende il diploma da sommelier (Ais). A 21 anni viene assunta a La Stampa dove due anni dopo diventa giornalista professionista. Per qualche anno è la più giovane professionista d'Italia. A La Stampa inizia dalle Cronache del Novarese, che allora si realizzavano a Torino, ma avendo la passione dello spettacolo viene spostata dopo poco di sezione. Inventa e realizza TorinoSette, settimanale dedicato alle buone notizie e agli appuntamenti della città piemontese. Realizza inoltre il settimanale In tivù. A lungo responsabile del settore spettacoli de La Stampa, sceglie poi la libera professione, diventando free lance. 
È sempre il critico televisivo de La Stampa. Ha diretto Archiworld.tv, una tv via web sull'architettura. Ha scritto e condotto programmi radiofonici e televisivi come Gente di Broadway e Televisionando. Recentemente ha deciso di occuparsi anche di mediazione sindacale, attualmente è il presidente dell'Associazione Stampa Subalpina. Ha insegnato Analisi e critica della televisione alla Facoltà di Lettere di Torino, è stata tutor al master in giornalismo di Torino. Studiosa dei mezzi di comunicazione, in oltre settemila articoli ha analizzato i programmi, il consolidarsi e il mutare delle tendenze, dei climi, delle mode della tv. Giurata per i TeleRatti (edizioni 2008, 2009, 2010, 2011).

## Televisione
Nel 1996 ha condotto Televisionando programma di critica televisiva su Rai 2, con la regia di Giulio Graglia.
Nel 2009 ha condotto una rubrica di critica televisiva nella trasmissione per ragazzi Trebisonda su Rai 3.

## Pubblicazioni principali
- Schermi - Le immagini del cinema, della televisione, dei computer, Utet, 1999.
- Le inchieste di Report. Le mani sulla salute, Sperling & Kupfer, 2002.
- La tv che mi piace, La Stampa, 2014.

## Premi e riconoscimenti
- Premio Flaiano per la critica 1997 Pescara
- Premio Diego Fabbri per "Schermi"
- Premio Charlot 2014 alla giornalista dell'anno